# James Foley (dziennikarz)
James Foley (ur. 19 października 1973 w Evanston (Illinois), zm. 19 sierpnia 2014) – amerykański dziennikarz, relacjonujący konflikty zbrojne. Porwany i zamordowany przez ekstremistów z Państwa Islamskiego w Syrii.

## Życiorys
James Foley urodził się w 1973 roku. Jego rodzicami byli John i Diane Foley. Był absolwentem Uniwersytetu of Massachusetts Amherst z 2003 roku. Pracował jako fotoreporter oraz korespondent wojenny dla GlobalPost oraz agencji Agence France Presse. Relacjonował konflikty w Afganistanie, Libii, gdzie 5 kwietnia 2011 wpadł w zasadzkę i został uprowadzony wraz z trzema innymi dziennikarzami przez siły rządowe. W czasie ataku pod Marsą al-Burajką zginął fotoreporter Anton Hammerl. Foley był przetrzymywany przez 44 dni. Po uwolnieniu i pobycie w Stanach Zjednoczonych, wrócił do Libii, gdzie relacjonował końcowe zwycięstwo rebeliantów.
Po zakończeniu wojny domowej w Libii, udał się do Syrii, by dokumentować przebieg tamtejszego konfliktu. 22 listopada 2012 roku został porwany w syryjskiej muhafazie Idlib. Jego porywacze z ugrupowania Państwo Islamskie w Syrii i Lewancie, podczas niemal dwuletniej niewoli, żądali od jego rodziny, pracodawców i rządu Stanów Zjednoczonych 132 miliony dolarów. Okup nie został wpłacony.
Po opanowaniu północno-wschodniej Syrii i północno-zachodniego Iraku i jednostronnym proklamowaniu suwerenności przez Państwo Islamskie, 7 sierpnia 2014 prezydent Stanów Zjednoczonych Barack Obama autoryzował operację lotniczą wymierzoną w sunnickich ekstremistów, którzy m.in. dopuszczali się masakr na innowiercach i przetrzymywali Foleya. W odpowiedzi na naloty amerykańskich sił lotniczych, James Foley został ścięty przez dżihadystów (przez egzekutora ISIS znanego jako Jihadi John) na Pustyni Syryjskiej, co zostało udokumentowane na nagraniu video, opublikowanym 19 sierpnia 2014 roku. Brytyjski dziennikarz i analityk Eliot Higgins jako prawdopodobne miejsce egzekucji wskazał tereny na południe od miasta Ar-Rakka.
Na temat życia Jamesa Foleya powstał film dokumentalny „Jim: The James Foley Story” w reżyserii Briana Oakesa. Jego premiera miała miejsce w styczniu 2016.
Do porwania i śmierci Foleya odnosi się także utwór Stinga „The Empty Chair”, wchodzący w skład wydanego 11 listopada 2016 albumu „57th & 9th”.